# 司马祉
司馬祉（1538年—？），字敬甫，號景泉，山西平陽府解州夏縣儒籍，浙江紹興府山陰縣人，明朝政治人物，同進士出身。

## 生平
司馬温公第十六世孫，與侄子司馬晰自浙江歸夏縣，同登萬曆元年（1573年）山西鄉試舉人，司馬晰舉解元，司馬祉中第二十八名舉人。萬曆二年（1574年）甲戌科會試第二百五十八名，三甲一百四十六名進士。授刑部主事，十三年（1585年）升福建邵武府知府，改漢陽府知府，十九年四月升陝西行太僕寺少卿。著有《涑水司馬氏源流集略》。

## 家族
曾祖司馬壇；祖父司馬公鞼，贈刑部主事；父司馬相，福建按察司僉事。母趙氏，封安人。慈侍下。兄司馬初（知縣）、司馬祿、司馬法（監生），弟司馬收、司馬吉、司馬禮。
侄子司馬晰（司馬初子），萬曆癸酉解元。司馬暐，萬曆四年丙子科舉人，官仁化知縣。